# Der Hohenfriedberger
Der Hohenfriedberger («Гогенфрідбергський марш») — популярний прусський традиційний військовий марш присвячений перемозі армії Пруссії над австро-саксонськими військами у Битві біля Гогенфрідбергу.

## Історія
Згідно легенди фанфарну композицію «Der Hohenfriedberger» було присвячено Байройтському драгунському полку, дії котрого під час цієї баталії значно вплинули на переможний, для прусської армії, підсумок.
За фактом перша партитура для виконання на фортепіано датується 1795-м роком. В 1845-му році, на честь сторіччя з дня битви, до мелодії маршу було додано текст, «Auf, Ansbach-Dragoner! Auf, Ansbach-Bayreuth!….» — титл пісні згідно нового найменуванням полку: «Ансбах-Байройт». За часів імперії «Hohenfriedberger» набув додаткового символізму на підставі вибудови зв'язку військових перемог Фрідріха II як гонор дому Гогенцоллернів.
У 1866 році, в ознаменування чергової перемоги проти австрійців, під час параду, Йоганн Піфке додав «Der Hohenfriedberger» до тріо музичного супроводу разом з «Königgrätzer Marsch» скомпонованого ним після битви при Кьоніггреці.

## У поп-культурі
- Марш лунає у фільмі «Баррі Ліндон» протягом сцени котра зображує Редмонда у прусській армії під час Семирічної війни.
- На початку стрічки «Сталінград» під час шикування в Італії, перед відправленням на Східний фронт.
- В «Індіана Джонс і останній хрестовий похід» у сцені спалювання книжок в Берліні.
- У фільмі «Перемога» марш грає військова оркестра до виконання «Deutschland Über Alles».